# Byron Black
Byron Black (Salisbury, 6 de Outubro de 1969) é um ex-tenista profissional zimbabuano.

## Duplas (22 títulos–19 vices)
| Legenda                       |
| Grand Slam (1–3)              |
| Tennis Masters Cup (0–0)      |
| ATP Masters Series (5–5)      |
| ATP Championship Series (3–4) |
| ATP Tour (13–7)               |

| Títulos por Piso |
| Duro (14–12)     |
| Saibro (4–2)     |
| Grama (1–2)      |
| Carpete (3–3)    |

| Posição | N.  | Data              | Torneio                    | Piso     | Parceira         | Oponentes                           | Placar              |
| ------- | --- | ----------------- | -------------------------- | -------- | ---------------- | ----------------------------------- | ------------------- |
| Vice    | 1.  | 20 Abril 1992     | Hong Kong                  | Duro     | Byron Talbot     | Brad Gilbert Jim Grabb              | 2–6, 1–6            |
| Campeão | 1.  | 5 Abril 1993      | Durban, África do Sul      | Duro     | Lan Bale         | Johan De Beer Marcos Ondruska       | 7–6, 6–2            |
| Vice    | 2.  | 12 Julho 1993     | Newport, EUA               | Grama    | Jim Pugh         | Javier Frana Christo van Rensburg   | 6–4, 1–6, 6–7       |
| Campeão | 2.  | 26 Julho 1993     | Washington, D.C., EUA      | Duro     | Rick Leach       | Grant Connell Patrick Galbraith     | 6–4, 7–5            |
| Vice    | 3.  | 30 Agosto 1993    | Schenectady, EUA           | Duro     | Brett Steven     | Bernd Karbacher Andrei Olhovskiy    | 6–2, 6–7, 1–6       |
| Campeão | 3.  | 4 Outubro 1993    | Basel, Suíça               | Duro (i) | Jonathan Stark   | Brad Pearce Dave Randall            | 3–6, 7–5, 6–3       |
| Campeão | 4.  | 11 Outubro 1993   | Toulouse, França           | Duro (i) | Jonathan Stark   | David Prinosil Udo Riglewski        | 7–5, 7–6            |
| Campeão | 5.  | 25 Outubro 1993   | Vienna, Áustria            | Carpete  | Jonathan Stark   | Mike Bauer David Prinosil           | 6–3, 7–6            |
| Winner  | 6.  | 8 Novembro 1993   | Paris, França              | Carpete  | Jonathan Stark   | Tom Nijssen Cyril Suk               | 4–6, 7–5, 6–2       |
| Vice    | 4.  | 10 Janeiro 1994   | Adelaide, Austrália        | Duro     | David Adams      | Mark Kratzmann Andrew Kratzmann     | 4–6, 3–6            |
| Vice    | 5.  | 31 Janeiro 1994   | Australian Open, Melbourne | Duro     | Jonathan Stark   | Jacco Eltingh Paul Haarhuis         | 7–6, 3–6, 4–6, 3–6  |
| Vice    | 6.  | 7 Fevereiro 1994  | San Jose, EUA              | Duro (i) | Jonathan Stark   | Rick Leach Jared Palmer             | 6–4, 4–6, 4–6       |
| Campeão | 7.  | 14 Fevereiro 1994 | Memphis, EUA               | Duro (i) | Jonathan Stark   | Jim Grabb Jared Palmer              | 7–6, 6–4            |
| Vice    | 7.  | 28 Fevereiro 1994 | Indian Wells, EUA          | Duro     | Jonathan Stark   | Grant Connell Patrick Galbraith     | 5–7, 3–6            |
| Campeão | 8.  | 6 Junho 1994      | French Open, Paris         | Clay     | Jonathan Stark   | Jan Apell Jonas Björkman            | 6–4, 7–6            |
| Campeão | 9.  | 1 Agosto 1994     | Toronto, Canadá            | Duro     | Jonathan Stark   | Patrick McEnroe Jared Palmer        | 6–4, 6–4            |
| Vice    | 8.  | 10 Outubro 1994   | Sydney Indoor, Austrália   | Duro (i) | Jonathan Stark   | Jacco Eltingh Paul Haarhuis         | 4–6, 6–7            |
| Vice    | 9.  | 17 Outubro 1994   | Toquio Indoor, Japão       | Duro     | Jonathan Stark   | Grant Connell Patrick Galbraith     | 3–6, 6–3, 4–6       |
| Vice    | 10. | 7 Novembro 1994   | Paris, França              | Carpete  | Jonathan Stark   | Jacco Eltingh Paul Haarhuis         | 6–3, 6–7, 5–7       |
| Vice    | 11. | 9 Janeiro 1995    | Adelaide, Austrália        | Duro     | Grant Connell    | Jim Courier Patrick Rafter          | 6–7, 4–6            |
| Vice    | 12. | 15 Maio 1995      | Hamburgo, Alemanha         | Saibro   | Andrei Olhovskiy | Wayne Ferreira Yevgeny Kafelnikov   | 1–6, 6–7            |
| Campeão | 10. | 29 Maio 1995      | Bologna, Itália            | Saibro   | Jonathan Stark   | Libor Pimek Vince Spadea            | 7–5, 6–3            |
| Campeão | 11. | 13 Novembro 1995  | Moscou, Rússia             | Carpet   | Jonathan Stark   | Tommy Ho Brett Steven               | 6–4, 3–6, 6–3       |
| Campeão | 12. | 19 Fevereiro 1996 | Dubai, EAU                 | Duro     | Grant Connell    | Karel Nováček Jiří Novák            | 6–0, 6–1            |
| Vice    | 13. | 4 Março 1996      | Philadelphia, EUA          | Carpete  | Grant Connell    | Todd Woodbridge Mark Woodforde      | 6–7, 2–6            |
| Vice    | 14. | 15 Abril 1996     | New Delhi, Índia           | Duro     | Sandon Stolle    | Jonas Björkman Nicklas Kulti        | 6–4, 4–6, 4–6       |
| Campeão | 13. | 20 Maio 1996      | Rome, Itália               | Saibro   | Jonathan Stark   | Libor Pimek Byron Talbot            | 6–2, 6–3            |
| Campeão | 14. | 24 Junho 1996     | Halle, Alemanha            | Grama    | Grant Connell    | Yevgeny Kafelnikov Daniel Vacek     | 6–1, 7–5            |
| Vice    | 15. | 8 Julho 1996      | Wimbledon, Inglaterra      | Grama    | Grant Connell    | Todd Woodbridge Mark Woodforde      | 6–4, 1–6, 3–6, 2–6  |
| Campeão | 15. | 19 Agosto 1996    | New Haven, EUA             | Duro     | Grant Connell    | Jonas Björkman Nicklas Kulti        | 6–4, 6–4            |
| Vice    | 16. | 19 Maio 1997      | Roma, Itália               | Saibro   | Alex O'Brien     | Mark Knowles Daniel Nestor          | 3–6, 6–4, 5–7       |
| Campeão | 16. | 13 Abril 1998     | Hong Kong                  | Duro     | Alex O'Brien     | Neville Godwin Tuomas Ketola        | 7–5, 6–1            |
| Vice    | 17. | 1 Março 1999      | Londres, Inglaterra        | Carpete  | Wayne Ferreira   | Tim Henman Greg Rusedski            | 3–6, 6–7(6)         |
| Campeão | 17. | 2 Agosto 1999     | Los Angeles, EUA           | Duro     | Wayne Ferreira   | Goran Ivanišević Brian MacPhie      | 6–2, 7–6(4)         |
| Vice    | 18. | 9 Agosto 1999     | Montreal, Canadá           | Duro     | Wayne Ferreira   | Jonas Björkman Patrick Rafter       | 6–7(5), 4–6         |
| Campeão | 18. | 16 Agosto 1999    | Cincinnati, EUA            | Duro     | Jonas Björkman   | Todd Woodbridge Mark Woodforde      | 6–3, 7–6(6)         |
| Campeão | 19. | 1 Novembro 1999   | Stuttgart Indoor, Alemanha | Duro (i) | Jonas Björkman   | David Adams John-Laffnie de Jager   | 6–7(6), 7–6(2), 6–0 |
| Campeão | 20. | 28 Fevereiro 2000 | Mexico City, México        | Saibro   | Donald Johnson   | Gastón Etlis Martín Rodríguez       | 6–3, 7–5            |
| Campeão | 21. | 8 Janeiro 2001    | Chennai, Índia             | Duro     | Wayne Black      | Barry Cowan Mosé Navarra            | 6–4, 6–3            |
| Vice    | 19. | 29 Janeiro 2001   | Australian Open, Melbourne | Duro     | David Prinosil   | Jonas Björkman Todd Woodbridge      | 1–6, 7–5, 4–6, 4–6  |
| Campeão | 22. | 24 Setembro 2001  | Shanghai, China            | Duro     | Thomas Shimada   | John-Laffnie de Jager Robbie Koenig | 6–2, 3–6, 7–5       |